# Александра Херасимења
Александра Викторовна Херасимења (блр. Аляксандра Віктараўна Герасіменя; рус. Александра Викторовна Герасиме́ня; рођена 31. децембра 1985. у Минску) је белоруска пливачица чија специјалност је пливање на 50 и 100 метара слободним и леђним стилом.
Актуелна је светска првакиња на 100 метара слободно из Шангаја 2011.
Учествовала је на Летњим олимпијским играма 2012. у Лондону где се такмичила у три дисциплине. На 100 метара делфин заузела је 13. место у полуфиналу и није успела да се пласира у финале. У преостале две дисциплине, на 50 м и 100 метара слободно освојила је две сребрне медаље. Уједно то су и прве олимпијске пливачке медаље за Белорусију на олимпијским играма.
Указом председника Белорусије од 6. јануара 2012. проглашена је за заслужну спортисткињу Белорусије, а годину раније и за најбољу спортисткињу Белорусије.
Године 2003. због позитивног теста на забрањени стероид норандростерон кажњена је првобитно на четворогодишњу суспензију, да би јој услед жалбе касније казна била смањена на две године. Херасимења је све време порицала кориштење недозвољених средстава.